# Joussé
Joussé ist eine französische Gemeinde mit 309 Einwohnern (Stand: 1. Januar 2022) im Département Vienne in der Region Nouvelle-Aquitaine (vor 2016 Poitou-Charentes). Die Gemeinde gehört zum Arrondissement Montmorillon und zum Kanton Civray (bis 2015: Kanton Charroux). Die Einwohner werden Jousséens genannt.

## Lage
Joussé liegt etwa 55 Kilometer südsüdöstlich von Poitiers am Clain. Umgeben wird Joussé von den Nachbargemeinden Château-Garnier im Norden und Westen, Payroux im Süden und Osten sowie La Chapelle-Bâton im Südwesten.

## Bevölkerungsentwicklung
| Jahr                      | 1962 | 1968 | 1975 | 1982 | 1990 | 1999 | 2006 | 2013 |
| Einwohner                 | 409  | 392  | 389  | 409  | 407  | 413  | 332  | 325  |
| Quelle: Cassini und INSEE |      |      |      |      |      |      |      |      |

## Sehenswürdigkeiten
Siehe auch: Liste der Monuments historiques in Joussé
- Kirche Saint-Jean-Baptiste
- Schloss Joussé